# 正栄プロジェクト
株式会社正栄プロジェクト（英: SHOUEI PROJECT INC）は、北海道札幌市に本社を持つパチンコチェーン店「イーグル」を中心に飲食店などを運営する企業。

## 概要
美山一郎（故人、現社長・美山正広の父）が1969年西屯田ホール（のちのグランド銀座・イーグルプレシティ南8条店・現イーグルR-1南8条店）を札幌市中央区西屯田通りに開店、2014年9月30日現在、北海道内28店舗、2003年に進出した関東圏では東京、千葉に2店舗を運営する企業である。2013年12月期の売り上げは1,313億円、店舗数は32店舗を運営中。
企業としてCSR（企業の社会的責任）を重視。なかでも、2003年8月に始めた臓器移植医療支援活動は遊技客から寄付玉を募っている。スポーツの支援にも積極的で、40回の歴史（2014年大会）を誇る「札幌オープンゴルフトーナメント」を、2005年開催の第31回大会から「イーグルカップ札幌オープンゴルフチャリティートーナメント」として開催。寄付・収益金などは北海道移植医療推進協議会や北海道新聞社会福祉振興基金に寄贈。また、2011年よりプロバスケットボールチーム・レバンガ北海道（旧レラカムイ北海道）のオフィシャルスポンサーとして活動を支援。オフィシャルスポンサーとして、札幌開催ゲームでは「イーグルグループグリーンリボンマッチ」と名づけて冠大会を開催。臓器移植医療の啓蒙活動の一環として臓器提供意思表示カードとリーフレットを配布する支援活動を行なっている。
なお、イーグルパーク月寒店のみ、イーグルグループの店舗ではなく、同業他社のパチンコひまわりが運営していた。

## 沿革
- 1969年 - 札幌市中央区西屯田通りにパチンコホール「西屯田ホール」を開店（のちのグランド銀座・イーグルプレシティ南8条店・現イーグルR-1南8条店）。
- 1983年 - グランド銀座商会設立。
- 1989年 - 銀座商会から有限会社正栄商事に社名変更。
- 1992年 - 株式会社正栄プロジェクト設立。
- 1995年 - 本社を札幌市中央区南7条西10丁目へ移転。
- 1997年 - 企業理念「つたえたい想い」設定。
- 2000年 - 本社を札幌市中央区南2条西12丁目へ移転。
- 2002年 - 国際品質マネジメントシステム「ISO9001」認証を取得（その後認証返上）。関連会社・有限会社正栄商事を合併し、本社を札幌市中央区南2条西4丁目へ移転。
- 2003年 - 北海道のパチンコホール企業として初めての首都圏進出（千葉県八千代市 イーグルアール八千代店、2008年閉店）。臓器移植医療支援活動（愛の一玉ボックス設置）開始。24時間テレビ協賛募金開始。
- 2005年 - イーグルカップ札幌オープンゴルフチャリティートーナメント開始。
- 2011年 - レバンガ北海道のオフィシャルスポンサーとなる。
- 2012年 - 道内27店舗・本社において、夏期節電に取り組み最大デマンド値累計削減率26.57％を達成。
- 2013年 - 企業理念を「つたえたい想い」から「豊かさの創造」へ変更。
- 2015年 - 九州初出店（福岡県太宰府市 イーグルR-1太宰府店）。
- 2016年 - 秋田県のパチンコ店運営企業・株式会社スーパートゥデイを買収。